# Danh sách tiểu hành tinh: 801–900
| Tên                | Tên đầu tiên | Ngày phát hiện       | Nơi phát hiện     | Người phát hiện |
| ------------------ | ------------ | -------------------- | ----------------- | --------------- |
| 801 Helwerthia     | 1915 WQ      | 20 tháng 3 năm 1915  | Heidelberg        | M. F. Wolf      |
| 802 Epyaxa         | 1915 WR      | 20 tháng 3 năm 1915  | Heidelberg        | M. F. Wolf      |
| 803 Picka          | 1915 WS      | 21 tháng 3 năm 1915  | Vienna            | J. Palisa       |
| 804 Hispania       | 1915 WT      | 20 tháng 3 năm 1915  | Barcelona         | J. Comas Solá   |
| 805 Hormuthia      | 1915 WW      | 17 tháng 4 năm 1915  | Heidelberg        | M. F. Wolf      |
| 806 Gyldenia       | 1915 WX      | 18 tháng 4 năm 1915  | Heidelberg        | M. F. Wolf      |
| 807 Ceraskia       | 1915 WY      | 18 tháng 4 năm 1915  | Heidelberg        | M. F. Wolf      |
| 808 Merxia         | 1901 GY      | 11 tháng 10 năm 1901 | Heidelberg        | L. Carnera      |
| 809 Lundia         | 1915 XP      | 11 tháng 8 năm 1915  | Heidelberg        | M. F. Wolf      |
| 810 Atossa         | 1915 XQ      | 8 tháng 9 năm 1915   | Heidelberg        | M. F. Wolf      |
| 811 Nauheima       | 1915 XR      | 8 tháng 9 năm 1915   | Heidelberg        | M. F. Wolf      |
| 812 Adele          | 1915 XV      | 8 tháng 9 năm 1915   | Crimea-Simeis     | S. Beljavskij   |
| 813 Baumeia        | 1915 YR      | 28 tháng 11 năm 1915 | Heidelberg        | M. F. Wolf      |
| 814 Tauris         | 1916 YT      | 2 tháng 1 năm 1916   | Crimea-Simeis     | G. N. Neujmin   |
| 815 Coppelia       | 1916 YU      | 2 tháng 2 năm 1916   | Heidelberg        | M. F. Wolf      |
| 816 Juliana        | 1916 YV      | 8 tháng 2 năm 1916   | Heidelberg        | M. F. Wolf      |
| 817 Annika         | 1916 YW      | 6 tháng 2 năm 1916   | Heidelberg        | M. F. Wolf      |
| 818 Kapteynia      | 1916 YZ      | 21 tháng 2 năm 1916  | Heidelberg        | M. F. Wolf      |
| 819 Barnardiana    | 1916 ZA      | 3 tháng 3 năm 1916   | Heidelberg        | M. F. Wolf      |
| 820 Adriana        | 1916 ZB      | 30 tháng 3 năm 1916  | Heidelberg        | M. F. Wolf      |
| 821 Fanny          | 1916 ZC      | 31 tháng 3 năm 1916  | Heidelberg        | M. F. Wolf      |
| 822 Lalage         | 1916 ZD      | 31 tháng 3 năm 1916  | Heidelberg        | M. F. Wolf      |
| 823 Sisigambis     | 1916 ZG      | 31 tháng 3 năm 1916  | Heidelberg        | M. F. Wolf      |
| 824 Anastasia      | 1916 ZH      | 25 tháng 3 năm 1916  | Crimea-Simeis     | G. N. Neujmin   |
| 825 Tanina         | 1916 ZL      | 27 tháng 3 năm 1916  | Crimea-Simeis     | G. N. Neujmin   |
| 826 Henrika        | 1916 ZO      | 28 tháng 4 năm 1916  | Heidelberg        | M. F. Wolf      |
| 827 Wolfiana       | 1916 ZW      | 29 tháng 8 năm 1916  | Vienna            | J. Palisa       |
| 828 Lindemannia    | 1916 ZX      | 29 tháng 8 năm 1916  | Vienna            | J. Palisa       |
| 829 Academia       | 1916 ZY      | 25 tháng 8 năm 1916  | Crimea-Simeis     | G. N. Neujmin   |
| 830 Petropolitana  | 1916 ZZ      | 25 tháng 8 năm 1916  | Crimea-Simeis     | G. N. Neujmin   |
| 831 Stateira       | 1916 AA      | 20 tháng 9 năm 1916  | Heidelberg        | M. F. Wolf      |
| 832 Karin          | 1916 AB      | 20 tháng 9 năm 1916  | Heidelberg        | M. F. Wolf      |
| 833 Monica         | 1916 AC      | 20 tháng 9 năm 1916  | Heidelberg        | M. F. Wolf      |
| 834 Burnhamia      | 1916 AD      | 20 tháng 9 năm 1916  | Heidelberg        | M. F. Wolf      |
| 835 Olivia         | 1916 AE      | 23 tháng 9 năm 1916  | Heidelberg        | M. F. Wolf      |
| 836 Jole           | 1916 AF      | 23 tháng 9 năm 1916  | Heidelberg        | M. F. Wolf      |
| 837 Schwarzschilda | 1916 AG      | 23 tháng 9 năm 1916  | Heidelberg        | M. F. Wolf      |
| 838 Seraphina      | 1916 AH      | 24 tháng 9 năm 1916  | Heidelberg        | M. F. Wolf      |
| 839 Valborg        | 1916 AJ      | 24 tháng 9 năm 1916  | Heidelberg        | M. F. Wolf      |
| 840 Zenobia        | 1916 AK      | 25 tháng 9 năm 1916  | Heidelberg        | M. F. Wolf      |
| 841 Arabella       | 1916 AL      | 1 tháng 10 năm 1916  | Heidelberg        | M. F. Wolf      |
| 842 Kerstin        | 1916 AM      | 1 tháng 10 năm 1916  | Heidelberg        | M. F. Wolf      |
| 843 Nicolaia       | 1916 AN      | 30 tháng 9 năm 1916  | Hamburg-Bergedorf | H. Thiele       |
| 844 Leontina       | 1916 AP      | 1 tháng 10 năm 1916  | Vienna            | J. Rheden       |
| 845 Naëma          | 1916 AS      | 16 tháng 11 năm 1916 | Heidelberg        | M. F. Wolf      |
| 846 Lipperta       | 1916 AT      | 16 tháng 11 năm 1916 | Hamburg-Bergedorf | K. Gyllenberg   |
| 847 Agnia          | 1915 XX      | 2 tháng 9 năm 1915   | Crimea-Simeis     | G. N. Neujmin   |
| 848 Inna           | 1915 XS      | 5 tháng 9 năm 1915   | Crimea-Simeis     | G. N. Neujmin   |
| 849 Ara            | 1912 NY      | 9 tháng 2 năm 1912   | Crimea-Simeis     | S. Beljavskij   |
| 850 Altona         | 1916 S24     | 27 tháng 3 năm 1916  | Crimea-Simeis     | S. Beljavskij   |
| 851 Zeissia        | 1916 S26     | 2 tháng 4 năm 1916   | Crimea-Simeis     | S. Beljavskij   |
| 852 Wladilena      | 1916 S27     | 2 tháng 4 năm 1916   | Crimea-Simeis     | S. Beljavskij   |
| 853 Nansenia       | 1916 S28     | 2 tháng 4 năm 1916   | Crimea-Simeis     | S. Beljavskij   |
| 854 Frostia        | 1916 S29     | 3 tháng 4 năm 1916   | Crimea-Simeis     | S. Beljavskij   |
| 855 Newcombia      | 1916 ZP      | 3 tháng 4 năm 1916   | Crimea-Simeis     | S. Beljavskij   |
| 856 Backlunda      | 1916 S30     | 3 tháng 4 năm 1916   | Crimea-Simeis     | S. Beljavskij   |
| 857 Glasenappia    | 1916 S33     | 6 tháng 4 năm 1916   | Crimea-Simeis     | S. Beljavskij   |
| 858 El Djezaïr     | 1916 a       | 26 tháng 5 năm 1916  | Algiers           | F. Sy           |
| 859 Bouzaréah      | 1916 c       | 2 tháng 10 năm 1916  | Algiers           | F. Sy           |
| 860 Ursina         | 1917 BD      | 22 tháng 1 năm 1917  | Heidelberg        | M. F. Wolf      |
| 861 Aïda           | 1917 BE      | 22 tháng 1 năm 1917  | Heidelberg        | M. F. Wolf      |
| 862 Franzia        | 1917 BF      | 28 tháng 1 năm 1917  | Heidelberg        | M. F. Wolf      |
| 863 Benkoela       | 1917 BH      | 9 tháng 2 năm 1917   | Heidelberg        | M. F. Wolf      |
| 864 Aase           | A921 SB      | 30 tháng 9 năm 1921  | Heidelberg        | K. Reinmuth     |
| 865 Zubaida        | 1917 BO      | 15 tháng 2 năm 1917  | Heidelberg        | M. F. Wolf      |
| 866 Fatme          | 1917 BQ      | 25 tháng 2 năm 1917  | Heidelberg        | M. F. Wolf      |
| 867 Kovacia        | 1917 BS      | 25 tháng 2 năm 1917  | Vienna            | J. Palisa       |
| 868 Lova           | 1917 BU      | 26 tháng 4 năm 1917  | Heidelberg        | M. F. Wolf      |
| 869 Mellena        | 1917 BV      | 9 tháng 5 năm 1917   | Hamburg-Bergedorf | R. Schorr       |
| 870 Manto          | 1917 BX      | 12 tháng 5 năm 1917  | Heidelberg        | M. F. Wolf      |
| 871 Amneris        | 1917 BY      | 14 tháng 5 năm 1917  | Heidelberg        | M. F. Wolf      |
| 872 Holda          | 1917 BZ      | 21 tháng 5 năm 1917  | Heidelberg        | M. F. Wolf      |
| 873 Mechthild      | 1917 CA      | 21 tháng 5 năm 1917  | Heidelberg        | M. F. Wolf      |
| 874 Rotraut        | 1917 CC      | 25 tháng 5 năm 1917  | Heidelberg        | M. F. Wolf      |
| 875 Nymphe         | 1917 CF      | 19 tháng 5 năm 1917  | Heidelberg        | M. F. Wolf      |
| 876 Scott          | 1917 CH      | 20 tháng 6 năm 1917  | Vienna            | J. Palisa       |
| 877 Walküre        | 1915 S7      | 13 tháng 9 năm 1915  | Crimea-Simeis     | G. N. Neujmin   |
| 878 Mildred        | 1916 f       | 6 tháng 9 năm 1916   | Mount Wilson      | S. B. Nicholson |
| 879 Ricarda        | 1917 CJ      | 22 tháng 7 năm 1917  | Heidelberg        | M. F. Wolf      |
| 880 Herba          | 1917 CK      | 22 tháng 7 năm 1917  | Heidelberg        | M. F. Wolf      |
| 881 Athene         | 1917 CL      | 22 tháng 7 năm 1917  | Heidelberg        | M. F. Wolf      |
| 882 Swetlana       | 1917 CM      | 15 tháng 8 năm 1917  | Crimea-Simeis     | G. N. Neujmin   |
| 883 Matterania     | 1917 CP      | 14 tháng 9 năm 1917  | Heidelberg        | M. F. Wolf      |
| 884 Priamus        | 1917 CQ      | 22 tháng 9 năm 1917  | Heidelberg        | M. F. Wolf      |
| 885 Ulrike         | 1917 CX      | 23 tháng 9 năm 1917  | Crimea-Simeis     | S. Beljavskij   |
| 886 Washingtonia   | 1917 b       | 16 tháng 11 năm 1917 | Washington        | G. H. Peters    |
| 887 Alinda         | 1918 DB      | 3 tháng 1 năm 1918   | Heidelberg        | M. F. Wolf      |
| 888 Parysatis      | 1918 DC      | 2 tháng 2 năm 1918   | Heidelberg        | M. F. Wolf      |
| 889 Erynia         | 1918 DG      | 5 tháng 3 năm 1918   | Heidelberg        | M. F. Wolf      |
| 890 Waltraut       | 1918 DK      | 11 tháng 3 năm 1918  | Heidelberg        | M. F. Wolf      |
| 891 Gunhild        | 1918 DQ      | 17 tháng 5 năm 1918  | Heidelberg        | M. F. Wolf      |
| 892 Seeligeria     | 1918 DR      | 31 tháng 5 năm 1918  | Heidelberg        | M. F. Wolf      |
| 893 Leopoldina     | 1918 DS      | 31 tháng 5 năm 1918  | Heidelberg        | M. F. Wolf      |
| 894 Erda           | 1918 DT      | 4 tháng 6 năm 1918   | Heidelberg        | M. F. Wolf      |
| 895 Helio          | 1918 DU      | 11 tháng 7 năm 1918  | Heidelberg        | M. F. Wolf      |
| 896 Sphinx         | 1918 DV      | 1 tháng 8 năm 1918   | Heidelberg        | M. F. Wolf      |
| 897 Lysistrata     | 1918 DZ      | 3 tháng 8 năm 1918   | Heidelberg        | M. F. Wolf      |
| 898 Hildegard      | 1918 EA      | 3 tháng 8 năm 1918   | Heidelberg        | M. F. Wolf      |
| 899 Jokaste        | 1918 EB      | 3 tháng 8 năm 1918   | Heidelberg        | M. F. Wolf      |
| 900 Rosalinde      | 1918 EC      | 10 tháng 8 năm 1918  | Heidelberg        | M. F. Wolf      |